# Akey
株式会社AKEY（エーキー）は、2021年1月に設立され、東京都世田谷に所在する日本のIT企業。

## 沿革
2021年1月に設立

## 提供しているサービス
インフルエンサープロダクション「AKEY PRODUCTION」の運営
ペット特化のインフルエンサープロダクションを運営しています。SNSの総フォロワー数が1,000万を超える国内最大級の規模を誇るプロダクションです。
ペット専門メディア「PETPIA」
ペット情報に特化したメディアを運営しています。